# Paul Barth (judoka)
Paul Barth (Monaco di Baviera, 20 settembre 1945) è un ex judoka tedesco. Vincitore della medaglia di bronzo ai Giochi olimpici di Monaco 1972 nella categoria 93 kg.

## Palmarès
Olimpiadi
- 1 medaglia:
  - 1 bronzo (93 kg a Monaco 1972)

Europei
- 3 medaglie:
  - 3 bronzi (a squadre a Madrid 1965, -93 kg a Losanna 1968, a squadre a Madrid 1973)